# Denise, Brasilien
Denise är en kommun i Brasilien.   Den ligger i delstaten Mato Grosso, i den centrala delen av landet, 1 000 km väster om huvudstaden Brasília. Antalet invånare är 8 494.
Omgivningarna runt Denise är huvudsakligen savann. Runt Denise är det mycket glesbefolkat, med 7 invånare per kvadratkilometer.